# Isabel de Obaldía
Isabel de Obaldía (Washington D. C., 1957) es una artista plástica panameña, hija de madre francesa y padre panameño. Inició su carrera realizando dibujos, pintura, dando un giro más tarde hacia la creación de esculturas de vidrio, por la que obtiene gran reconocimiento a nivel mundial.  

## Biografía
Proviene de una familia de artistas, intelectuales, escritores, poetas, profesores y políticos. Su abuela paterna, María Olimpia Miranda de Obaldía fue una poetisa muy reconocida y su abuelo, José Domingo de Obaldía, Presidente de la República de Panamá. Pese haber nacido en Washington creció y ha pasado la mayor parte de su vida en Panamá. Cuando tenía 11 años su madre viuda se casó con el artista panameño Guillermo Trujillo. Esto hizo que Isabel de Obaldía viviese rodeada de arte desde muy joven, además de viajes que realizó a Francia pudiendo visitar el Museo del Louvre. Ambos factores influyeron en su trabajo posterior. 
Comenzó sus estudios formales de arte en la Universidad de Panamá, en la facultad de Arquitectura, en 1976. Al año siguiente continuó su formación en l´École des Beaux Arts de París, donde durante un año tomó clases de dibujo. Más tarde, en 1979, estudió en la School of Design de Rhode Island, completando una titulación doble de diseño y cinematografía.
En 1980 se casó con Horacio Icaza y cuatro años más tarde dio a luz a gemelos, Pedro y Sebastián.

## Trayectoria
En su primera etapa, en los años 80, se dedicaba principalmente a la pintura para después evolucionar en los años 90 hacia la escultura, existiendo entre ambas como puente el dibujo. Uno de los temas que se plasma en su trabajo es la soledad del ser humano, también ha realizado arte protesta aludiendo a violaciones de derechos humanos, denunciando hechos que tuvieron lugar durante la dictadura militar en Panamá en los años 80, así como temas de género y ecología en los
```
años 90.
[
5
]
```

Su obra ha sido expuesta internacionalmente, por ejemplo en galerías como Mary-Anne Martin's Gallery (Nueva York, Estados Unidos), Elite Gallery (Miami, Estados Unidos), Centro de Wilfredo Lam (La Habana, Cuba), Museo de Arte Contemporáneo de Panamá (Ciudad de Panamá, Panamá), Museo de Arte de Fort Lauderdale (Miami, Estados Unidos).
Obaldía inicia su etapa de escultora en vidrio a partir de los años 90.  Sus esculturas inician con bocetos para después materializarse en una maqueta en barro o yeso. Más tarde, realiza el prototipo en cera, construyendo por separado el cuerpo y las diferentes partes de sus obras, frecuentemente de animales para finalmente armarlas. A continuación, ya pasa al vidrio, para ello hace otro molde que introducirá en el horno el tiempo necesario dependiendo a su dimensión. Una vez la pieza es liberada con el molde, hay un proceso de limpieza y pulido.
En sus creaciones se muestran esculturas de partes del cuerpo, con inspiración en ciertas esculturas precolombinas y contemporáneas, por ejemplo, a través de hombres, animales, guerreros, etc.
Antes de fundir y tallar la escultura, funde las piezas empleando el método del "pâte de verre".

## Premios y reconocimientos[1]
- 1987: Beca "Pilchuck Glass School Scholarship", Estados Unidos
- 1990: Primer Premio a la Obra Gráfica, Instituto Nacional de Cultura
- 1991: Reconocimiento, IV Symposium Internacional de Vidrio Crystalez, República Checa
- 1992: Primer Premio, Bienal de Arte Pictórico en Panamá
- 1993: Distinción por el III Symposium Internacional de Vidrio, Hungría
- 1996: Reconocimiento en el I Symposium de Vidrio Tallado, República Checa
- 2006: Beca Creative Glass Center, Wheaton Arts, Estados Unidos.